# Шахува
Шахува — село в Лакському районі Дагестану.
Знаходиться на правобережжі Казі-Кумухського Койсу, на відстані 10 км від райцентру.
Згідно з переказами, сьогоднішня територія села слугувала зимовим пасовиськом для села Табахлу.
У 1930 році москаль розібрав мечеть, що знаходилась на окраїні села, нібито для будівництва школи. Але з 1930 по 1935 рік школа була в хаті Гасанал Мірзабутти. В 1936 збудоване нове приміщення школи.
У 1886 році в селі було 57 дворів. В 1914 тут проживало 351 людина. Коли утворився район (1929) в Шахуві було 82 двори, а в 1940 — вже 100. Сьогодні в селі лише 20 дворів та 54 мешканці.